# Albastar

Albastar je slovenski proizvajalec jadralnih letal, ki ga je leta 1993 ustanovil Pavel Potočnik. Nastalo je po razdružitvi podjetja Albatross Fly, ki deluje še danes. Podjetje je gradilo na znanju in izkušnjah bivšega podjetja Elan Flight in je specializirano za razvoj in izdelavo letal in letalskih delov iz kompozitnih materialov.
Glavne dejavnosti podjetja so:
- serijska proizvodnja delov za letala Sinus, Virus, Apis, Taurus
- razvoj in proizvodnja vseh delov letal iz kompozitnih materialov (krila, trupi, repne površine, propelerji)
- razvoj in izdelava delov za manjše vetrne turbine
- razvoj in izdelava modelov, orodij in kalupov za izdelavo kompozitnih delov
- večja in manjša popravila kompozitnih struktur
- testiranje letal in struktur

Albastar je razvil ultralahko jadralno letalo Apis, ki je bilo razvito praktično sočasno z ultralahkim letalom Sinus. Apis je v kategoriji ultralahkih jadralnih letal dosegel več svetovnih rekordov. Njegova proizvodnja je bila kasneje prenešena na AMS Flight in nato na Pipistrel. Poleg tega je podjetje sodelovalo tudi pri razvoju letal Sinus in Virus.
Podjetje je izdelalo tudi vse dele novega slovenskega ultralahkega letala Flamingo, ki je poletelo leta 2013.
Trenutni projekt so jadralna letala AS v dveh različicah: 
- AS 13,5m Arhivirano 2016-01-06 na Wayback Machine., ki ustreza FAI 13,5m razredu in je opremljeno tudi z električnim pogonom FES.
- AS-18 Arhivirano 2016-01-07 na Wayback Machine. - dvosed z 18-metrskim razponom.